# Lijst van voetbalinterlands China - Kazachstan (vrouwen)
Deze lijst van voetbalinterlands is een overzicht van alle officiële voetbalinterlands tussen de nationale vrouwenteams van China en Kazachstan. De landen hebben tot nu toe twee keer tegen elkaar gespeeld.

## Wedstrijden
| № | Plaats        | Datum             | Competitie                   | Wedstrijd          | Uitslag |
| - | ------------- | ----------------- | ---------------------------- | ------------------ | ------- |
| 1 | Kota Kinabalu | 28 september 1995 | Aziatisch kampioenschap 1995 | China − Kazachstan | 7 − 0   |
| 2 | Bacolod       | 11 november 1999  | Aziatisch kampioenschap 1999 | Kazachstan − China | 0 − 9   |

## Samenvatting
| Competitie              | Totaal gespeeld | Winst China | Gelijk | Winst Kazachstan | Doelsaldo China – Kazachstan |
| ----------------------- | --------------- | ----------- | ------ | ---------------- | ---------------------------- |
| Aziatisch kampioenschap | 2               | 2           | 0      | 0                | 16 − 0                       |
| Totaal                  | 2               | 2           | 0      | 0                | 16 − 0                       |